# Tsjechië op de Olympische Spelen

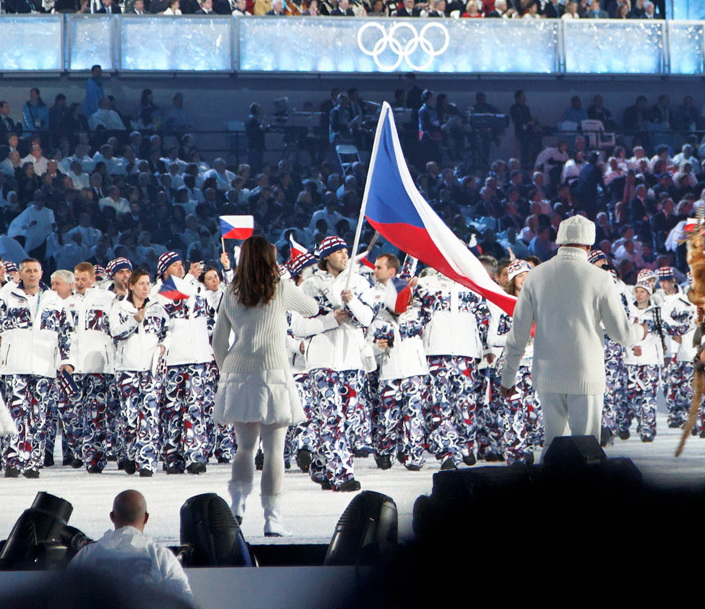
Het Tsjechische team bij de opening van de Winterspelen 2010

Tsjechië is een van de landen die deelneemt aan de Olympische Spelen. Tsjechië debuteerde op de Winterspelen van 1994. Twee jaar later, in 1996, kwam het voor het eerst uit op de Zomerspelen.
Tot 1993 was Tsjechië onderdeel van Tsjechoslowakije en namen de Tsjechen tot en met 1992 deel aan de Spelen als lid van het Tsjechoslowaaks team.
In 2022 nam Tsjechië voor de achtste keer deel aan de Winterspelen, in 2024 voor de achtste keer aan de Zomerspelen. Het is een van de 44 landen die zowel op de Winter- als de Zomerspelen een medaille haalde, 104 (32-32-40) in totaal.

## Medailles en deelnames
De tabel geeft een overzicht van de jaren waarin werd deelgenomen, het aantal gewonnen medailles en de eventuele plaats in het medailleklassement.
| Zomerspelen | Zomerspelen | Zomerspelen | Zomerspelen | Zomerspelen | Zomerspelen |        | Winterspelen | Winterspelen | Winterspelen | Winterspelen | Winterspelen | Winterspelen |
| Jaar        | Goud        | Zilver      | Brons       | Totaal      | Rang        | Jaar   | Goud         | Zilver       | Brons        | Totaal       | Rang         |              |
| 1996        | 4           | 3           | 4           | 11          | 17          | 1994   | 0            | 0            | 0            | 0            | -            |              |
| 2000        | 2           | 3           | 3           | 8           | 28          | 1998   | 1            | 1            | 1            | 3            | 14           |              |
| 2004        | 1           | 3           | 5           | 9           | 42          | 2002   | 1            | 2            | 0            | 3            | 16           |              |
| 2008        | 3           | 3           | 0           | 6           | 24          | 2006   | 1            | 2            | 1            | 4            | 15           |              |
| 2012        | 4           | 3           | 3           | 10          | 19          | 2010   | 2            | 0            | 4            | 6            | 14           |              |
| 2016        | 1           | 2           | 7           | 10          | 43          | 2014   | 2            | 4            | 2            | 8            | 15           |              |
| 2020        | 4           | 4           | 4           | 12          | 18          | 2018   | 2            | 2            | 3            | 7            | 14           |              |
| 2024        | 3           | 0           | 2           | 5           | 28          | 2022   | 1            | 0            | 1            | 2            | 21           |              |
| Totaal      | 22          | 21          | 28          | 71          |             | Totaal | 10           | 11           | 12           | 33           |              |              |
| Tot. Z+W    | 32          | 32          | 40          | 104         |             |        |              |              |              |              |              |              |

Afghanistan · Albanië · Algerije · Amerikaans-Samoa · Amerikaanse Maagdeneilanden · Andorra · Angola · Antigua en Barbuda · Argentinië · Armenië · Aruba · Australië · Azerbeidzjan · Bahama's · Bahrein · Bangladesh · Barbados · België · Belize · Benin · Bermuda · Bhutan · Bolivia · Bosnië en Herzegovina · Botswana · Brazilië · Britse Maagdeneilanden · Brunei · Bulgarije · Burkina Faso · Burundi · Cambodja · Canada · Centraal-Afrikaanse Republiek · Chili · China · Chinees Taipei · Colombia · Comoren · Congo-Brazzaville · Congo-Kinshasa · Cookeilanden · Costa Rica · Cuba · Cyprus · Denemarken · Djibouti · Dominica · Dominicaanse Republiek · Duitsland · Ecuador · Egypte · El Salvador · Equatoriaal-Guinea · Eritrea · Estland · Ethiopië · Fiji · Filipijnen · Finland · Frankrijk · Gabon · Gambia · Georgië · Ghana · Grenada · Griekenland · Groot-Brittannië · Guam · Guatemala · Guinee · Guinee-Bissau · Guyana · Haïti · Honduras · Hongarije · Hongkong · Ierland · IJsland · India · Indonesië · Irak · Iran · Israël · Italië · Ivoorkust · Jamaica · Japan · Jemen · Jordanië · Kaaimaneilanden · Kaapverdië · Kameroen · Kazachstan · Kenia · Kirgizië · Kiribati · Koeweit · Kosovo · Kroatië · Laos · Lesotho · Letland · Libanon · Liberia · Libië · Liechtenstein · Litouwen · Luxemburg · Madagaskar · Malawi · Malediven · Maleisië · Mali · Malta · Marokko · Marshalleilanden · Mauritanië · Mauritius · Mexico · Micronesië · Moldavië · Monaco · Mongolië · Montenegro · Mozambique · Myanmar · Namibië · Nauru · Nederland · Nepal · Nicaragua · Nieuw-Zeeland · Niger · Nigeria · Noord-Korea · Noord-Macedonië · Noorwegen · Oeganda · Oekraïne · Oezbekistan · Oman · Oost-Timor · Oostenrijk · Pakistan · Palau · Palestina · Panama · Papoea-Nieuw-Guinea · Paraguay · Peru · Polen · Portugal · Puerto Rico · Qatar · Roemenië · Rusland · Rwanda · Saint Kitts en Nevis · Saint Lucia · Saint Vincent en de Grenadines · Salomonseilanden · Samoa · San Marino · Saoedi-Arabië · Sao Tomé en Principe · Senegal · Servië · Seychellen · Sierra Leone · Singapore · Slovenië · Slowakije · Somalië · Spanje · Sri Lanka · Soedan · Suriname · Swaziland · Syrië · Tadzjikistan · Tanzania · Thailand · Togo · Tonga · Trinidad en Tobago · Tsjaad · Tsjechië · Tunesië · Turkije · Turkmenistan · Tuvalu · Uruguay · Vanuatu · Venezuela · Verenigde Arabische Emiraten · Verenigde Staten · Vietnam · Wit-Rusland · Zambia · Zimbabwe · Zuid-Afrika · Zuid-Korea · Zuid-Soedan · Zweden · Zwitserland
Historische landen: Bohemen · Bondsrepubliek Duitsland · Brits-Indië · Duitse Democratische Republiek · Joegoslavië · Malaya · Nederlandse Antillen · Noord-Borneo · Noord-Jemen · Saarland · Servië en Montenegro · Sovjet-Unie · Tsjecho-Slowakije · West-Indische Federatie · Zuid-Jemen
Bijzondere deelnames: Onafhankelijke olympische atleten · Vluchtelingenteam 
 Australazië · Duits Eenheidsteam · Gemengd team · Gezamenlijk Team